# Jarosław Tkaczyk
Jarosław Tkaczyk (ur. 18 lipca 1976 w Radomiu, zm. 23 sierpnia 2013 w Krakowie) – polski zawodnik i trener piłki ręcznej, grający na pozycji bramkarza, czterokrotny mistrz Polski. 
Karierę zawodniczą zaczynał w Broni Radom. Był zawodnikiem reprezentacji Polski Juniorów. Po największe sukcesy sięgnął z drużyną Iskry Kielce, z którą związany był od 1995 r., zdobywając czterokrotnie mistrzostwo Polski, w latach 1996, 1998, 1999 i 2003. Karierę zakończył w 2005 r., ze względu na problemy zdrowotne i pierwszą operację serca.
Po zakończeniu działalności zawodniczej pełnił obowiązki trenera grup młodzieżowych Vive Targów Kielce. Pracował także jako nauczyciel wychowania fizycznego w kieleckim Gimnazjum nr 7. 
Zmarł 23 sierpnia 2013 r., dzień po skomplikowanym zabiegu kardiologicznym.